# بوب بيرت
بوب بيرت (بالإنجليزية: Bob Bert)‏ هو طبال أمريكي، ولد في القرن العشرين في هوبوكين في الولايات المتحدة.

## روابط خارجية
- بوب بيرت على موقع ميوزك برينز (الإنجليزية)
- بوب بيرت على موقع ديسكوغز (الإنجليزية)